# Aérodrome de Cumbernauld
 (janvier 2021).
Le contenu est difficilement compréhensible vu les erreurs de traduction, qui sont peut-être dues à l'utilisation d'un logiciel de traduction automatique.
L'aéroport de Cumbernauld (code OACI : EGPG • code FAA : CBN) est situé à 16 milles nautiques (30 km) au nord-est de Glasgow à Cumbernauld dans le North Lanarkshire, en Écosse. L'aéroport est principalement utilisé pour la formation des pilotes de voilure fixe et tournante; il possède également une société d'hélicoptères en charter et des charters en avions légers ainsi qu'une installation de maintenance d'aéronefs.
L'aérodrome de Cumbernauld possède une licence ordinaire de la CAA (numéro P827) qui permet des vols pour le transport public de passagers ou pour l'instruction au vol autorisée par le titulaire (Cormack Aircraft Services Limited).

## Historique
Le nouvel aéroport a été ouvert par la Cumbernauld Development Corporation à la fin des années 1980. Avant la construction du nouvel aéroport, une piste gazonnée était utilisée sur le même site. Dans les premières années après la construction de la nouvelle structure de l'aéroport, un spectacle aérien fut même organisé avec comme point culminant une démonstration des Red Arrows, la patrouille acrobatique de la Royal Air Force, et un simulacre de combat aérien entre un Supermarine Spitfire et un chasseur allemand Messerschmitt Bf 109.

## Opérateurs

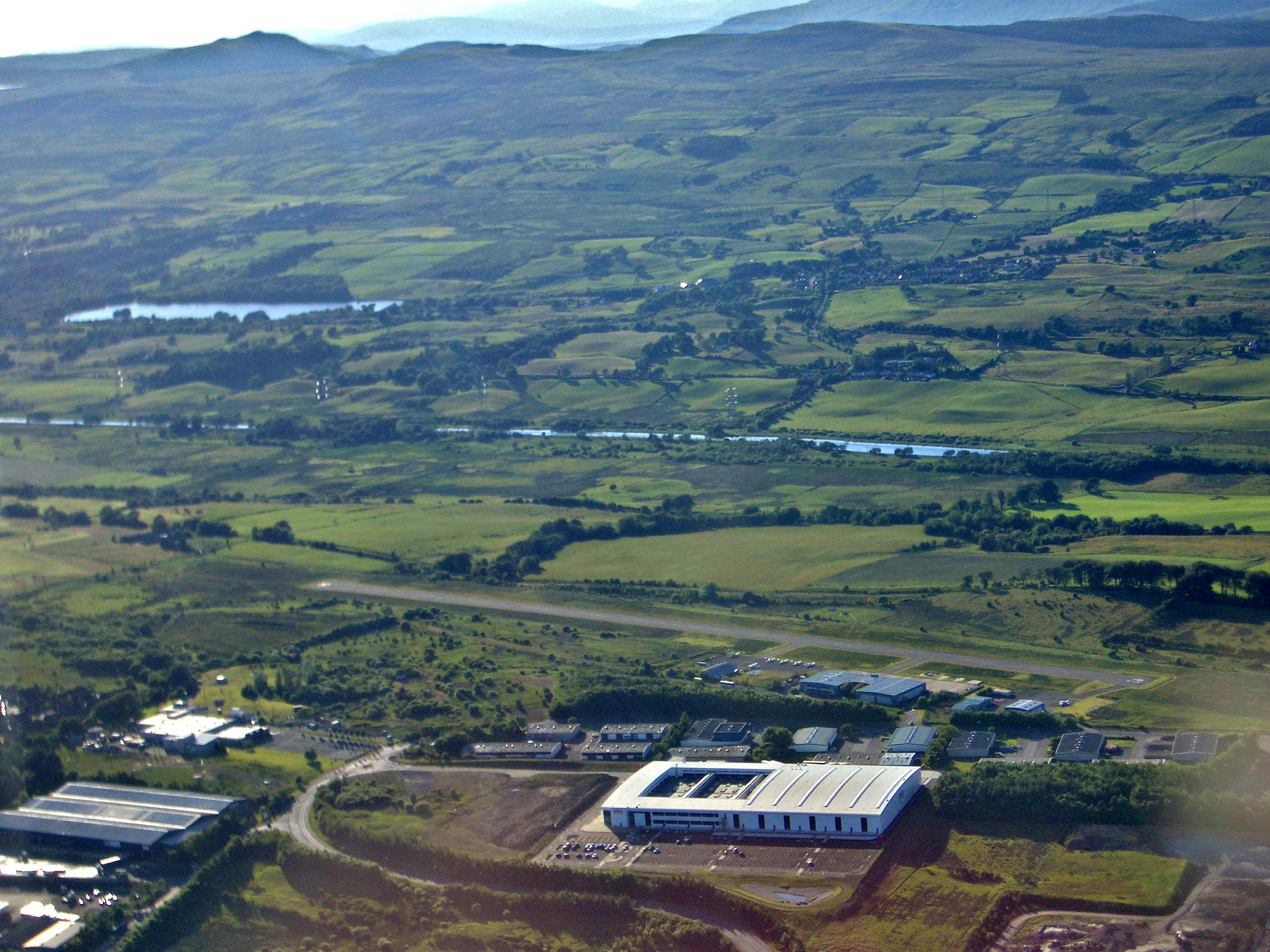
Environs de l'aéroport de Cumbernauld. La piste d'atterrissage est visible à environ un tiers de la montée. Le canal de Forth et Clyde est également visible, avec les Campsie Fells en arrière-plan. Le grand bâtiment blanc au premier plan est l'usine de fabrication OKI Cumbernauld.

Organismes de formation: Phoenix Flight Training, Border Air Training, Heli Air[réf. nécessaire].
Autres exploitants: PDG Helicopters (affrètement d'hélicoptères) et Hebridean Air Services (charter bimoteur Britten-Norman Islander).
Organisation de maintenance: Cormack Islander Aircraft (Islander Aircraft Limited).
La délégation de l'ouest de l'Écosse de la Light Aircraft Association (anciennement la Popular Flying Association) se situe également sur l'aérodrome.